# Steve Rothman
Steven R. Rothman, detto Steve (Englewood, 14 ottobre 1952), è un politico e avvocato statunitense, membro della Camera dei Rappresentanti per lo stato del New Jersey dal 1997 al 2013.

## Biografia
Laureato in legge, Rothman servì due mandati come sindaco di Englewood e lavorò come avvocato prima di candidarsi alla Camera dei Rappresentanti.
Nel 1996 riuscì a vincere le elezioni ed approdò al Congresso, prendendo il posto di Robert Torricelli, eletto senatore. Rothman venne rieletto per altri sette mandati, fino a quando nel 2012 dovette affrontare nelle primarie il collega Bill Pascrell, che lo sconfisse. Rothman dovette quindi lasciare il Congresso dopo sedici anni di servizio.
Rothman ha sempre mantenuto una linea abbastanza progressista e ha spesso contestato alcune prese di posizione dei repubblicani e in particolare del Presidente Bush.